# Isovaha
Isovaha är en klippa i Finland.   Den ligger i den ekonomiska regionen  Forssa ekonomiska region  och landskapet Egentliga Tavastland, i den södra delen av landet, 120 km nordväst om huvudstaden Helsingfors. Isovaha ligger 135 meter över havet.
Terrängen runt Isovaha är huvudsakligen platt. Isovaha ligger uppe på en höjd. Runt Isovaha är det ganska glesbefolkat, med 28 invånare per kvadratkilometer. Närmaste större samhälle är Jockis, 14,2 km sydost om Isovaha. I omgivningarna runt Isovaha växer i huvudsak blandskog.